# 1982年のアメリカンリーグチャンピオンシップシリーズ
1982年の野球において、メジャーリーグベースボール（MLB）のポストシーズンは10月5日に開幕した。アメリカンリーグの第14回リーグチャンピオンシップシリーズ（14th American League Championship Series、以下「リーグ優勝決定戦」と表記）は、同日から10日にかけて計5試合が開催された。その結果、ミルウォーキー・ブルワーズ（東地区）がカリフォルニア・エンゼルス（西地区）を3勝2敗で下し、球団創設14年目で初のリーグ優勝およびワールドシリーズ進出を果たした。
今シリーズは、1961年以降のエクスパンションによって創設された球団どうしが対戦するポストシーズン史上初のシリーズである。この年のレギュラーシーズンでは両球団は12試合対戦し、6勝6敗の五分だった。5戦3勝制のシリーズにおいて初戦から2連敗のあと3連勝で逆転したのは、今回のブルワーズがリーグ優勝決定戦史上初であり、ポストシーズン全体でも2球団目である。シリーズMVPには、5試合で打率.611・1本塁打・5打点・OPS 1.539という成績を残したエンゼルスのフレッド・リンが選出された。ブルワーズは、ワールドシリーズではナショナルリーグ王者セントルイス・カージナルスに3勝4敗で敗れ、初優勝を逃した。

## 試合結果
1982年のアメリカンリーグ優勝決定戦は10月5日に開幕し、途中に移動日を挟んで6日間で5試合が行われた。日程・結果は以下の通り。
| 日付                                                            | 試合  | ビジター球団（先攻）       | スコア | ホーム球団（後攻）         | 開催球場                                | 開催球場                                                        |
| --------------------------------------------------------------- | ----- | -------------------------- | ------ | -------------------------- | --------------------------------------- | --------------------------------------------------------------- |
| 10月05日（火）                                                  | 第1戦 | ミルウォーキー・ブルワーズ | 3－8   | カリフォルニア・エンゼルス | アナハイム・スタジアム                  | アナハイム・スタジアムミルウォーキー・ · カウンティ・スタジアム |
| 10月06日（水）                                                  | 第2戦 | ミルウォーキー・ブルワーズ | 2－4   | カリフォルニア・エンゼルス | アナハイム・スタジアム                  | アナハイム・スタジアムミルウォーキー・ · カウンティ・スタジアム |
| 10月07日（木）                                                  |       | 移動日                     | 移動日 | 移動日                     |                                         | アナハイム・スタジアムミルウォーキー・ · カウンティ・スタジアム |
| 10月08日（金）                                                  | 第3戦 | カリフォルニア・エンゼルス | 3－5   | ミルウォーキー・ブルワーズ | ミルウォーキー・ カウンティ・スタジアム | アナハイム・スタジアムミルウォーキー・ · カウンティ・スタジアム |
| 10月09日（土）                                                  | 第4戦 | カリフォルニア・エンゼルス | 5－9   | ミルウォーキー・ブルワーズ | ミルウォーキー・ カウンティ・スタジアム | アナハイム・スタジアムミルウォーキー・ · カウンティ・スタジアム |
| 10月10日（日）                                                  | 第5戦 | カリフォルニア・エンゼルス | 3－4   | ミルウォーキー・ブルワーズ | ミルウォーキー・ カウンティ・スタジアム | アナハイム・スタジアムミルウォーキー・ · カウンティ・スタジアム |
| 優勝：ミルウォーキー・ブルワーズ（3勝2敗 / 球団創設14年目で初） |       |                            |        |                            |                                         | アナハイム・スタジアムミルウォーキー・ · カウンティ・スタジアム |

### 第1戦 10月5日
- アナハイム・スタジアム（カリフォルニア州アナハイム）

|                            | 1 | 2 | 3 | 4 | 5 | 6 | 7 | 8 | 9 | R | H  | E |
| -------------------------- | - | - | - | - | - | - | - | - | - | - | -- | - |
| ミルウォーキー・ブルワーズ | 0 | 2 | 1 | 0 | 0 | 0 | 0 | 0 | 0 | 3 | 7  | 2 |
| カリフォルニア・エンゼルス | 1 | 0 | 4 | 2 | 1 | 0 | 0 | 0 | X | 8 | 10 | 0 |

1. 勝利：トミー・ジョン（1勝）
2. 敗戦：マイク・コールドウェル（1敗）
3. 本塁打
MIL：ゴーマン・トーマス1号2ラン
CAL：フレッド・リン1号ソロ
4. 審判
［球審］ラリー・バーネット
［塁審］一塁: ビル・カンケル、二塁: リッチ・ガルシア、三塁: スティーブ・パレルモ
［外審］左翼: ドン・デンキンガー、右翼: アル・クラーク
5. 昼間試合  試合時間: 2時間31分  観客: 6万4406人
詳細: Baseball-Reference.com

| ミルウォーキー・ブルワーズ | ミルウォーキー・ブルワーズ | ミルウォーキー・ブルワーズ | ミルウォーキー・ブルワーズ | ミルウォーキー・ブルワーズ                                                                                           | カリフォルニア・エンゼルス | カリフォルニア・エンゼルス | カリフォルニア・エンゼルス | カリフォルニア・エンゼルス | カリフォルニア・エンゼルス                                                                                 |
| -------------------------- | -------------------------- | -------------------------- | -------------------------- | --- | -------------------------- | -------------------------- | -------------------------- | -------------------------- | --- |
| 打順                       | 守備                       | 選手                       | 打席                       | M・コールドウェルT・シモンズC・クーパーJ・ガントナーP・モリターR・ヨーントB・オグリビーG・トーマスC・ムーアD・マネー | 打順                       | 守備                       | 選手                       | 打席                       | T・ジョンB・ブーンR・カルーB・グリッチD・デシンセイT・フォーリB・ダウニングF・リンR・ジャクソンD・ベイラー |
| 1                          | 三                         | P・モリター                | 右                         | M・コールドウェルT・シモンズC・クーパーJ・ガントナーP・モリターR・ヨーントB・オグリビーG・トーマスC・ムーアD・マネー | 1                          | 左                         | B・ダウニング              | 右                         | T・ジョンB・ブーンR・カルーB・グリッチD・デシンセイT・フォーリB・ダウニングF・リンR・ジャクソンD・ベイラー |
| 2                          | 遊                         | R・ヨーント                | 右                         | M・コールドウェルT・シモンズC・クーパーJ・ガントナーP・モリターR・ヨーントB・オグリビーG・トーマスC・ムーアD・マネー | 2                          | 三                         | D・デシンセイ              | 右                         | T・ジョンB・ブーンR・カルーB・グリッチD・デシンセイT・フォーリB・ダウニングF・リンR・ジャクソンD・ベイラー |
| 3                          | 一                         | C・クーパー                | 左                         | M・コールドウェルT・シモンズC・クーパーJ・ガントナーP・モリターR・ヨーントB・オグリビーG・トーマスC・ムーアD・マネー | 3                          | 二                         | B・グリッチ                | 右                         | T・ジョンB・ブーンR・カルーB・グリッチD・デシンセイT・フォーリB・ダウニングF・リンR・ジャクソンD・ベイラー |
| 4                          | 捕                         | T・シモンズ                | 両                         | M・コールドウェルT・シモンズC・クーパーJ・ガントナーP・モリターR・ヨーントB・オグリビーG・トーマスC・ムーアD・マネー | 4                          | DH                         | D・ベイラー                | 右                         | T・ジョンB・ブーンR・カルーB・グリッチD・デシンセイT・フォーリB・ダウニングF・リンR・ジャクソンD・ベイラー |
| 5                          | 中                         | G・トーマス                | 右                         | M・コールドウェルT・シモンズC・クーパーJ・ガントナーP・モリターR・ヨーントB・オグリビーG・トーマスC・ムーアD・マネー | 5                          | 右                         | R・ジャクソン              | 左                         | T・ジョンB・ブーンR・カルーB・グリッチD・デシンセイT・フォーリB・ダウニングF・リンR・ジャクソンD・ベイラー |
| 6                          | 左                         | B・オグリビー              | 左                         | M・コールドウェルT・シモンズC・クーパーJ・ガントナーP・モリターR・ヨーントB・オグリビーG・トーマスC・ムーアD・マネー | 6                          | 中                         | F・リン                    | 左                         | T・ジョンB・ブーンR・カルーB・グリッチD・デシンセイT・フォーリB・ダウニングF・リンR・ジャクソンD・ベイラー |
| 7                          | DH                         | D・マネー                  | 右                         | M・コールドウェルT・シモンズC・クーパーJ・ガントナーP・モリターR・ヨーントB・オグリビーG・トーマスC・ムーアD・マネー | 7                          | 一                         | R・カルー                  | 左                         | T・ジョンB・ブーンR・カルーB・グリッチD・デシンセイT・フォーリB・ダウニングF・リンR・ジャクソンD・ベイラー |
| 8                          | 右                         | C・ムーア                  | 右                         | M・コールドウェルT・シモンズC・クーパーJ・ガントナーP・モリターR・ヨーントB・オグリビーG・トーマスC・ムーアD・マネー | 8                          | 遊                         | T・フォーリ                | 右                         | T・ジョンB・ブーンR・カルーB・グリッチD・デシンセイT・フォーリB・ダウニングF・リンR・ジャクソンD・ベイラー |
| 9                          | 二                         | J・ガントナー              | 左                         | M・コールドウェルT・シモンズC・クーパーJ・ガントナーP・モリターR・ヨーントB・オグリビーG・トーマスC・ムーアD・マネー | 9                          | 捕                         | B・ブーン                  | 右                         | T・ジョンB・ブーンR・カルーB・グリッチD・デシンセイT・フォーリB・ダウニングF・リンR・ジャクソンD・ベイラー |
| 先発投手                   | 先発投手                   | 先発投手                   | 投球                       | M・コールドウェルT・シモンズC・クーパーJ・ガントナーP・モリターR・ヨーントB・オグリビーG・トーマスC・ムーアD・マネー | 先発投手                   | 先発投手                   | 先発投手                   | 投球                       | T・ジョンB・ブーンR・カルーB・グリッチD・デシンセイT・フォーリB・ダウニングF・リンR・ジャクソンD・ベイラー |
| M・コールドウェル          | M・コールドウェル          | M・コールドウェル          | 左                         | M・コールドウェルT・シモンズC・クーパーJ・ガントナーP・モリターR・ヨーントB・オグリビーG・トーマスC・ムーアD・マネー | T・ジョン                  | T・ジョン                  | T・ジョン                  | 左                         | T・ジョンB・ブーンR・カルーB・グリッチD・デシンセイT・フォーリB・ダウニングF・リンR・ジャクソンD・ベイラー |

### 第2戦 10月6日
- アナハイム・スタジアム（カリフォルニア州アナハイム）

|                            | 1 | 2 | 3 | 4 | 5 | 6 | 7 | 8 | 9 | R | H | E |
| -------------------------- | - | - | - | - | - | - | - | - | - | - | - | - |
| ミルウォーキー・ブルワーズ | 0 | 0 | 0 | 0 | 2 | 0 | 0 | 0 | 0 | 2 | 5 | 0 |
| カリフォルニア・エンゼルス | 0 | 2 | 1 | 1 | 0 | 0 | 0 | 0 | X | 4 | 6 | 0 |

1. 勝利：ブルース・キーソン（1勝）
2. 敗戦：ピート・ブコビッチ（1敗）
3. 本塁打
MIL：ポール・モリター1号2ラン
CAL：レジー・ジャクソン1号ソロ
4. 審判
［球審］ビル・カンケル
［塁審］一塁: リッチ・ガルシア、二塁: スティーブ・パレルモ、三塁: ドン・デンキンガー
［外審］左翼: アル・クラーク、右翼: ラリー・バーネット
5. 昼間試合  試合時間: 2時間6分  観客: 6万4179人
詳細: Baseball-Reference.com

| ミルウォーキー・ブルワーズ | ミルウォーキー・ブルワーズ | ミルウォーキー・ブルワーズ | ミルウォーキー・ブルワーズ | ミルウォーキー・ブルワーズ                                                                                         | カリフォルニア・エンゼルス | カリフォルニア・エンゼルス | カリフォルニア・エンゼルス | カリフォルニア・エンゼルス | カリフォルニア・エンゼルス                                                                                   |
| -------------------------- | -------------------------- | -------------------------- | -------------------------- | --- | -------------------------- | -------------------------- | -------------------------- | -------------------------- | --- |
| 打順                       | 守備                       | 選手                       | 打席                       | P・ブコビッチT・シモンズC・クーパーJ・ガントナーP・モリターR・ヨーントB・オグリビーG・トーマスC・ムーアR・ハウエル | 打順                       | 守備                       | 選手                       | 打席                       | B・キーソンB・ブーンR・カルーB・グリッチD・デシンセイT・フォーリB・ダウニングF・リンR・ジャクソンD・ベイラー |
| 1                          | 三                         | P・モリター                | 右                         | P・ブコビッチT・シモンズC・クーパーJ・ガントナーP・モリターR・ヨーントB・オグリビーG・トーマスC・ムーアR・ハウエル | 1                          | 左                         | B・ダウニング              | 右                         | B・キーソンB・ブーンR・カルーB・グリッチD・デシンセイT・フォーリB・ダウニングF・リンR・ジャクソンD・ベイラー |
| 2                          | 遊                         | R・ヨーント                | 右                         | P・ブコビッチT・シモンズC・クーパーJ・ガントナーP・モリターR・ヨーントB・オグリビーG・トーマスC・ムーアR・ハウエル | 2                          | 一                         | R・カルー                  | 左                         | B・キーソンB・ブーンR・カルーB・グリッチD・デシンセイT・フォーリB・ダウニングF・リンR・ジャクソンD・ベイラー |
| 3                          | 一                         | C・クーパー                | 左                         | P・ブコビッチT・シモンズC・クーパーJ・ガントナーP・モリターR・ヨーントB・オグリビーG・トーマスC・ムーアR・ハウエル | 3                          | 右                         | R・ジャクソン              | 左                         | B・キーソンB・ブーンR・カルーB・グリッチD・デシンセイT・フォーリB・ダウニングF・リンR・ジャクソンD・ベイラー |
| 4                          | 捕                         | T・シモンズ                | 両                         | P・ブコビッチT・シモンズC・クーパーJ・ガントナーP・モリターR・ヨーントB・オグリビーG・トーマスC・ムーアR・ハウエル | 4                          | 中                         | F・リン                    | 左                         | B・キーソンB・ブーンR・カルーB・グリッチD・デシンセイT・フォーリB・ダウニングF・リンR・ジャクソンD・ベイラー |
| 5                          | 左                         | B・オグリビー              | 左                         | P・ブコビッチT・シモンズC・クーパーJ・ガントナーP・モリターR・ヨーントB・オグリビーG・トーマスC・ムーアR・ハウエル | 5                          | DH                         | D・ベイラー                | 右                         | B・キーソンB・ブーンR・カルーB・グリッチD・デシンセイT・フォーリB・ダウニングF・リンR・ジャクソンD・ベイラー |
| 6                          | 中                         | G・トーマス                | 右                         | P・ブコビッチT・シモンズC・クーパーJ・ガントナーP・モリターR・ヨーントB・オグリビーG・トーマスC・ムーアR・ハウエル | 6                          | 三                         | D・デシンセイ              | 右                         | B・キーソンB・ブーンR・カルーB・グリッチD・デシンセイT・フォーリB・ダウニングF・リンR・ジャクソンD・ベイラー |
| 7                          | DH                         | R・ハウエル                | 左                         | P・ブコビッチT・シモンズC・クーパーJ・ガントナーP・モリターR・ヨーントB・オグリビーG・トーマスC・ムーアR・ハウエル | 7                          | 二                         | B・グリッチ                | 右                         | B・キーソンB・ブーンR・カルーB・グリッチD・デシンセイT・フォーリB・ダウニングF・リンR・ジャクソンD・ベイラー |
| 8                          | 右                         | C・ムーア                  | 右                         | P・ブコビッチT・シモンズC・クーパーJ・ガントナーP・モリターR・ヨーントB・オグリビーG・トーマスC・ムーアR・ハウエル | 8                          | 遊                         | T・フォーリ                | 右                         | B・キーソンB・ブーンR・カルーB・グリッチD・デシンセイT・フォーリB・ダウニングF・リンR・ジャクソンD・ベイラー |
| 9                          | 二                         | J・ガントナー              | 左                         | P・ブコビッチT・シモンズC・クーパーJ・ガントナーP・モリターR・ヨーントB・オグリビーG・トーマスC・ムーアR・ハウエル | 9                          | 捕                         | B・ブーン                  | 右                         | B・キーソンB・ブーンR・カルーB・グリッチD・デシンセイT・フォーリB・ダウニングF・リンR・ジャクソンD・ベイラー |
| 先発投手                   | 先発投手                   | 先発投手                   | 投球                       | P・ブコビッチT・シモンズC・クーパーJ・ガントナーP・モリターR・ヨーントB・オグリビーG・トーマスC・ムーアR・ハウエル | 先発投手                   | 先発投手                   | 先発投手                   | 投球                       | B・キーソンB・ブーンR・カルーB・グリッチD・デシンセイT・フォーリB・ダウニングF・リンR・ジャクソンD・ベイラー |
| P・ブコビッチ              | P・ブコビッチ              | P・ブコビッチ              | 右                         | P・ブコビッチT・シモンズC・クーパーJ・ガントナーP・モリターR・ヨーントB・オグリビーG・トーマスC・ムーアR・ハウエル | B・キーソン                | B・キーソン                | B・キーソン                | 右                         | B・キーソンB・ブーンR・カルーB・グリッチD・デシンセイT・フォーリB・ダウニングF・リンR・ジャクソンD・ベイラー |

### 第3戦 10月8日
- ミルウォーキー・カウンティ・スタジアム（ウィスコンシン州ミルウォーキー）

|                            | 1 | 2 | 3 | 4 | 5 | 6 | 7 | 8 | 9 | R | H | E |
| -------------------------- | - | - | - | - | - | - | - | - | - | - | - | - |
| カリフォルニア・エンゼルス | 0 | 0 | 0 | 0 | 0 | 0 | 0 | 3 | 0 | 3 | 8 | 0 |
| ミルウォーキー・ブルワーズ | 0 | 0 | 0 | 3 | 0 | 0 | 2 | 0 | X | 5 | 6 | 0 |

1. 勝利：ドン・サットン（1勝）
2. セーブ：ピート・ラッド（1S）
3. 敗戦：ジェフ・ザーン（1敗）
4. 本塁打
CAL：ボブ・ブーン1号ソロ
MIL：ポール・モリター2号2ラン
5. 審判
［球審］リッチ・ガルシア
［塁審］一塁: スティーブ・パレルモ、二塁: ドン・デンキンガー、三塁: アル・クラーク
［外審］左翼: ラリー・バーネット、右翼: ビル・カンケル
6. 昼間試合  試合時間: 2時間31分  観客: 5万135人
詳細: Baseball-Reference.com

| カリフォルニア・エンゼルス | カリフォルニア・エンゼルス | カリフォルニア・エンゼルス | カリフォルニア・エンゼルス | カリフォルニア・エンゼルス                                                                                 | ミルウォーキー・ブルワーズ | ミルウォーキー・ブルワーズ | ミルウォーキー・ブルワーズ | ミルウォーキー・ブルワーズ | ミルウォーキー・ブルワーズ                                                                                     |
| -------------------------- | -------------------------- | -------------------------- | -------------------------- | --- | -------------------------- | -------------------------- | -------------------------- | -------------------------- | --- |
| 打順                       | 守備                       | 選手                       | 打席                       | G・ザーンB・ブーンR・カルーB・グリッチD・デシンセイT・フォーリB・ダウニングF・リンR・ジャクソンD・ベイラー | 打順                       | 守備                       | 選手                       | 打席                       | D・サットンT・シモンズC・クーパーJ・ガントナーP・モリターR・ヨーントB・オグリビーG・トーマスC・ムーアD・マネー |
| 1                          | 左                         | B・ダウニング              | 右                         | G・ザーンB・ブーンR・カルーB・グリッチD・デシンセイT・フォーリB・ダウニングF・リンR・ジャクソンD・ベイラー | 1                          | 三                         | P・モリター                | 右                         | D・サットンT・シモンズC・クーパーJ・ガントナーP・モリターR・ヨーントB・オグリビーG・トーマスC・ムーアD・マネー |
| 2                          | 一                         | R・カルー                  | 左                         | G・ザーンB・ブーンR・カルーB・グリッチD・デシンセイT・フォーリB・ダウニングF・リンR・ジャクソンD・ベイラー | 2                          | 遊                         | R・ヨーント                | 右                         | D・サットンT・シモンズC・クーパーJ・ガントナーP・モリターR・ヨーントB・オグリビーG・トーマスC・ムーアD・マネー |
| 3                          | 右                         | R・ジャクソン              | 左                         | G・ザーンB・ブーンR・カルーB・グリッチD・デシンセイT・フォーリB・ダウニングF・リンR・ジャクソンD・ベイラー | 3                          | 一                         | C・クーパー                | 左                         | D・サットンT・シモンズC・クーパーJ・ガントナーP・モリターR・ヨーントB・オグリビーG・トーマスC・ムーアD・マネー |
| 4                          | 中                         | F・リン                    | 左                         | G・ザーンB・ブーンR・カルーB・グリッチD・デシンセイT・フォーリB・ダウニングF・リンR・ジャクソンD・ベイラー | 4                          | 捕                         | T・シモンズ                | 両                         | D・サットンT・シモンズC・クーパーJ・ガントナーP・モリターR・ヨーントB・オグリビーG・トーマスC・ムーアD・マネー |
| 5                          | DH                         | D・ベイラー                | 右                         | G・ザーンB・ブーンR・カルーB・グリッチD・デシンセイT・フォーリB・ダウニングF・リンR・ジャクソンD・ベイラー | 5                          | 中                         | G・トーマス                | 右                         | D・サットンT・シモンズC・クーパーJ・ガントナーP・モリターR・ヨーントB・オグリビーG・トーマスC・ムーアD・マネー |
| 6                          | 三                         | D・デシンセイ              | 右                         | G・ザーンB・ブーンR・カルーB・グリッチD・デシンセイT・フォーリB・ダウニングF・リンR・ジャクソンD・ベイラー | 6                          | 左                         | B・オグリビー              | 左                         | D・サットンT・シモンズC・クーパーJ・ガントナーP・モリターR・ヨーントB・オグリビーG・トーマスC・ムーアD・マネー |
| 7                          | 二                         | B・グリッチ                | 右                         | G・ザーンB・ブーンR・カルーB・グリッチD・デシンセイT・フォーリB・ダウニングF・リンR・ジャクソンD・ベイラー | 7                          | DH                         | D・マネー                  | 右                         | D・サットンT・シモンズC・クーパーJ・ガントナーP・モリターR・ヨーントB・オグリビーG・トーマスC・ムーアD・マネー |
| 8                          | 遊                         | T・フォーリ                | 右                         | G・ザーンB・ブーンR・カルーB・グリッチD・デシンセイT・フォーリB・ダウニングF・リンR・ジャクソンD・ベイラー | 8                          | 右                         | C・ムーア                  | 右                         | D・サットンT・シモンズC・クーパーJ・ガントナーP・モリターR・ヨーントB・オグリビーG・トーマスC・ムーアD・マネー |
| 9                          | 捕                         | B・ブーン                  | 右                         | G・ザーンB・ブーンR・カルーB・グリッチD・デシンセイT・フォーリB・ダウニングF・リンR・ジャクソンD・ベイラー | 9                          | 二                         | J・ガントナー              | 左                         | D・サットンT・シモンズC・クーパーJ・ガントナーP・モリターR・ヨーントB・オグリビーG・トーマスC・ムーアD・マネー |
| 先発投手                   | 先発投手                   | 先発投手                   | 投球                       | G・ザーンB・ブーンR・カルーB・グリッチD・デシンセイT・フォーリB・ダウニングF・リンR・ジャクソンD・ベイラー | 先発投手                   | 先発投手                   | 先発投手                   | 投球                       | D・サットンT・シモンズC・クーパーJ・ガントナーP・モリターR・ヨーントB・オグリビーG・トーマスC・ムーアD・マネー |
| G・ザーン                  | G・ザーン                  | G・ザーン                  | 左                         | G・ザーンB・ブーンR・カルーB・グリッチD・デシンセイT・フォーリB・ダウニングF・リンR・ジャクソンD・ベイラー | D・サットン                | D・サットン                | D・サットン                | 右                         | D・サットンT・シモンズC・クーパーJ・ガントナーP・モリターR・ヨーントB・オグリビーG・トーマスC・ムーアD・マネー |

### 第4戦 10月9日
- ミルウォーキー・カウンティ・スタジアム（ウィスコンシン州ミルウォーキー）

|                            | 1 | 2 | 3 | 4 | 5 | 6 | 7 | 8 | 9 | R | H | E |
| -------------------------- | - | - | - | - | - | - | - | - | - | - | - | - |
| カリフォルニア・エンゼルス | 0 | 0 | 0 | 0 | 0 | 1 | 0 | 4 | 0 | 5 | 5 | 3 |
| ミルウォーキー・ブルワーズ | 0 | 3 | 0 | 3 | 0 | 1 | 0 | 2 | X | 9 | 9 | 2 |

1. 勝利：ムース・ハース（1勝）
2. セーブ：ジム・スレイトン（1S）
3. 敗戦：トミー・ジョン（1勝1敗）
4. 本塁打
CAL：ドン・ベイラー1号満塁
MIL：マーク・ブロハード1号2ラン
5. 審判
［球審］スティーブ・パレルモ
［塁審］一塁: ドン・デンキンガー、二塁: アル・クラーク、三塁: ラリー・バーネット
［外審］左翼: リッチ・ガルシア、右翼: ビル・カンケル
6. 試合開始時刻: 中部夏時間（UTC-5）午後3時45分  試合時間: 3時間10分  観客: 5万1003人
詳細: Baseball-Reference.com

| カリフォルニア・エンゼルス | カリフォルニア・エンゼルス | カリフォルニア・エンゼルス | カリフォルニア・エンゼルス | カリフォルニア・エンゼルス                                                                                 | ミルウォーキー・ブルワーズ | ミルウォーキー・ブルワーズ | ミルウォーキー・ブルワーズ | ミルウォーキー・ブルワーズ | ミルウォーキー・ブルワーズ                                                                                   |
| -------------------------- | -------------------------- | -------------------------- | -------------------------- | --- | -------------------------- | -------------------------- | -------------------------- | -------------------------- | --- |
| 打順                       | 守備                       | 選手                       | 打席                       | T・ジョンB・ブーンR・カルーB・グリッチD・デシンセイT・フォーリB・ダウニングF・リンR・ジャクソンD・ベイラー | 打順                       | 守備                       | 選手                       | 打席                       | M・ハースT・シモンズC・クーパーJ・ガントナーP・モリターR・ヨーントM・ブロハードG・トーマスC・ムーアD・マネー |
| 1                          | 左                         | B・ダウニング              | 右                         | T・ジョンB・ブーンR・カルーB・グリッチD・デシンセイT・フォーリB・ダウニングF・リンR・ジャクソンD・ベイラー | 1                          | 三                         | P・モリター                | 右                         | M・ハースT・シモンズC・クーパーJ・ガントナーP・モリターR・ヨーントM・ブロハードG・トーマスC・ムーアD・マネー |
| 2                          | 一                         | R・カルー                  | 左                         | T・ジョンB・ブーンR・カルーB・グリッチD・デシンセイT・フォーリB・ダウニングF・リンR・ジャクソンD・ベイラー | 2                          | 遊                         | R・ヨーント                | 右                         | M・ハースT・シモンズC・クーパーJ・ガントナーP・モリターR・ヨーントM・ブロハードG・トーマスC・ムーアD・マネー |
| 3                          | 右                         | R・ジャクソン              | 左                         | T・ジョンB・ブーンR・カルーB・グリッチD・デシンセイT・フォーリB・ダウニングF・リンR・ジャクソンD・ベイラー | 3                          | 一                         | C・クーパー                | 左                         | M・ハースT・シモンズC・クーパーJ・ガントナーP・モリターR・ヨーントM・ブロハードG・トーマスC・ムーアD・マネー |
| 4                          | 中                         | F・リン                    | 左                         | T・ジョンB・ブーンR・カルーB・グリッチD・デシンセイT・フォーリB・ダウニングF・リンR・ジャクソンD・ベイラー | 4                          | 捕                         | T・シモンズ                | 両                         | M・ハースT・シモンズC・クーパーJ・ガントナーP・モリターR・ヨーントM・ブロハードG・トーマスC・ムーアD・マネー |
| 5                          | DH                         | D・ベイラー                | 右                         | T・ジョンB・ブーンR・カルーB・グリッチD・デシンセイT・フォーリB・ダウニングF・リンR・ジャクソンD・ベイラー | 5                          | 中                         | G・トーマス                | 右                         | M・ハースT・シモンズC・クーパーJ・ガントナーP・モリターR・ヨーントM・ブロハードG・トーマスC・ムーアD・マネー |
| 6                          | 三                         | D・デシンセイ              | 右                         | T・ジョンB・ブーンR・カルーB・グリッチD・デシンセイT・フォーリB・ダウニングF・リンR・ジャクソンD・ベイラー | 6                          | DH                         | D・マネー                  | 右                         | M・ハースT・シモンズC・クーパーJ・ガントナーP・モリターR・ヨーントM・ブロハードG・トーマスC・ムーアD・マネー |
| 7                          | 二                         | B・グリッチ                | 右                         | T・ジョンB・ブーンR・カルーB・グリッチD・デシンセイT・フォーリB・ダウニングF・リンR・ジャクソンD・ベイラー | 7                          | 左                         | M・ブロハード              | 右                         | M・ハースT・シモンズC・クーパーJ・ガントナーP・モリターR・ヨーントM・ブロハードG・トーマスC・ムーアD・マネー |
| 8                          | 遊                         | T・フォーリ                | 右                         | T・ジョンB・ブーンR・カルーB・グリッチD・デシンセイT・フォーリB・ダウニングF・リンR・ジャクソンD・ベイラー | 8                          | 右                         | C・ムーア                  | 右                         | M・ハースT・シモンズC・クーパーJ・ガントナーP・モリターR・ヨーントM・ブロハードG・トーマスC・ムーアD・マネー |
| 9                          | 捕                         | B・ブーン                  | 右                         | T・ジョンB・ブーンR・カルーB・グリッチD・デシンセイT・フォーリB・ダウニングF・リンR・ジャクソンD・ベイラー | 9                          | 二                         | J・ガントナー              | 左                         | M・ハースT・シモンズC・クーパーJ・ガントナーP・モリターR・ヨーントM・ブロハードG・トーマスC・ムーアD・マネー |
| 先発投手                   | 先発投手                   | 先発投手                   | 投球                       | T・ジョンB・ブーンR・カルーB・グリッチD・デシンセイT・フォーリB・ダウニングF・リンR・ジャクソンD・ベイラー | 先発投手                   | 先発投手                   | 先発投手                   | 投球                       | M・ハースT・シモンズC・クーパーJ・ガントナーP・モリターR・ヨーントM・ブロハードG・トーマスC・ムーアD・マネー |
| T・ジョン                  | T・ジョン                  | T・ジョン                  | 左                         | T・ジョンB・ブーンR・カルーB・グリッチD・デシンセイT・フォーリB・ダウニングF・リンR・ジャクソンD・ベイラー | M・ハース                  | M・ハース                  | M・ハース                  | 右                         | M・ハースT・シモンズC・クーパーJ・ガントナーP・モリターR・ヨーントM・ブロハードG・トーマスC・ムーアD・マネー |

### 第5戦 10月10日
- ミルウォーキー・カウンティ・スタジアム（ウィスコンシン州ミルウォーキー）

|                            | 1 | 2 | 3 | 4 | 5 | 6 | 7 | 8 | 9 | R | H  | E |
| -------------------------- | - | - | - | - | - | - | - | - | - | - | -- | - |
| カリフォルニア・エンゼルス | 1 | 0 | 1 | 1 | 0 | 0 | 0 | 0 | 0 | 3 | 11 | 1 |
| ミルウォーキー・ブルワーズ | 1 | 0 | 0 | 1 | 0 | 0 | 2 | 0 | X | 4 | 6  | 4 |

1. 勝利：ボブ・マクルーア（1勝）
2. セーブ：ピート・ラッド（2S）
3. 敗戦：ルイス・サンチェス（1敗）
4. 本塁打
MIL：ベン・オグリビー1号ソロ
5. 審判
［球審］ドン・デンキンガー
［塁審］一塁: アル・クラーク、二塁: ラリー・バーネット、三塁: ビル・カンケル
［外審］左翼: リッチ・ガルシア、右翼: スティーブ・パレルモ
6. 昼間試合  試合時間: 3時間1分  観客: 5万4968人
詳細: Baseball-Reference.com

| カリフォルニア・エンゼルス | カリフォルニア・エンゼルス | カリフォルニア・エンゼルス | カリフォルニア・エンゼルス | カリフォルニア・エンゼルス                                                                                   | ミルウォーキー・ブルワーズ | ミルウォーキー・ブルワーズ | ミルウォーキー・ブルワーズ | ミルウォーキー・ブルワーズ | ミルウォーキー・ブルワーズ                                                                                       |
| -------------------------- | -------------------------- | -------------------------- | -------------------------- | --- | -------------------------- | -------------------------- | -------------------------- | -------------------------- | --- |
| 打順                       | 守備                       | 選手                       | 打席                       | B・キーソンB・ブーンR・カルーB・グリッチD・デシンセイT・フォーリB・ダウニングF・リンR・ジャクソンD・ベイラー | 打順                       | 守備                       | 選手                       | 打席                       | P・ブコビッチT・シモンズC・クーパーJ・ガントナーP・モリターR・ヨーントB・オグリビーG・トーマスC・ムーアD・マネー |
| 1                          | 左                         | B・ダウニング              | 右                         | B・キーソンB・ブーンR・カルーB・グリッチD・デシンセイT・フォーリB・ダウニングF・リンR・ジャクソンD・ベイラー | 1                          | 三                         | P・モリター                | 右                         | P・ブコビッチT・シモンズC・クーパーJ・ガントナーP・モリターR・ヨーントB・オグリビーG・トーマスC・ムーアD・マネー |
| 2                          | 一                         | R・カルー                  | 左                         | B・キーソンB・ブーンR・カルーB・グリッチD・デシンセイT・フォーリB・ダウニングF・リンR・ジャクソンD・ベイラー | 2                          | 遊                         | R・ヨーント                | 右                         | P・ブコビッチT・シモンズC・クーパーJ・ガントナーP・モリターR・ヨーントB・オグリビーG・トーマスC・ムーアD・マネー |
| 3                          | 右                         | R・ジャクソン              | 左                         | B・キーソンB・ブーンR・カルーB・グリッチD・デシンセイT・フォーリB・ダウニングF・リンR・ジャクソンD・ベイラー | 3                          | 一                         | C・クーパー                | 左                         | P・ブコビッチT・シモンズC・クーパーJ・ガントナーP・モリターR・ヨーントB・オグリビーG・トーマスC・ムーアD・マネー |
| 4                          | 中                         | F・リン                    | 左                         | B・キーソンB・ブーンR・カルーB・グリッチD・デシンセイT・フォーリB・ダウニングF・リンR・ジャクソンD・ベイラー | 4                          | 捕                         | T・シモンズ                | 両                         | P・ブコビッチT・シモンズC・クーパーJ・ガントナーP・モリターR・ヨーントB・オグリビーG・トーマスC・ムーアD・マネー |
| 5                          | DH                         | D・ベイラー                | 右                         | B・キーソンB・ブーンR・カルーB・グリッチD・デシンセイT・フォーリB・ダウニングF・リンR・ジャクソンD・ベイラー | 5                          | 左                         | B・オグリビー              | 左                         | P・ブコビッチT・シモンズC・クーパーJ・ガントナーP・モリターR・ヨーントB・オグリビーG・トーマスC・ムーアD・マネー |
| 6                          | 三                         | D・デシンセイ              | 右                         | B・キーソンB・ブーンR・カルーB・グリッチD・デシンセイT・フォーリB・ダウニングF・リンR・ジャクソンD・ベイラー | 6                          | 中                         | G・トーマス                | 右                         | P・ブコビッチT・シモンズC・クーパーJ・ガントナーP・モリターR・ヨーントB・オグリビーG・トーマスC・ムーアD・マネー |
| 7                          | 二                         | B・グリッチ                | 右                         | B・キーソンB・ブーンR・カルーB・グリッチD・デシンセイT・フォーリB・ダウニングF・リンR・ジャクソンD・ベイラー | 7                          | DH                         | D・マネー                  | 右                         | P・ブコビッチT・シモンズC・クーパーJ・ガントナーP・モリターR・ヨーントB・オグリビーG・トーマスC・ムーアD・マネー |
| 8                          | 遊                         | T・フォーリ                | 右                         | B・キーソンB・ブーンR・カルーB・グリッチD・デシンセイT・フォーリB・ダウニングF・リンR・ジャクソンD・ベイラー | 8                          | 右                         | C・ムーア                  | 右                         | P・ブコビッチT・シモンズC・クーパーJ・ガントナーP・モリターR・ヨーントB・オグリビーG・トーマスC・ムーアD・マネー |
| 9                          | 捕                         | B・ブーン                  | 右                         | B・キーソンB・ブーンR・カルーB・グリッチD・デシンセイT・フォーリB・ダウニングF・リンR・ジャクソンD・ベイラー | 9                          | 二                         | J・ガントナー              | 左                         | P・ブコビッチT・シモンズC・クーパーJ・ガントナーP・モリターR・ヨーントB・オグリビーG・トーマスC・ムーアD・マネー |
| 先発投手                   | 先発投手                   | 先発投手                   | 投球                       | B・キーソンB・ブーンR・カルーB・グリッチD・デシンセイT・フォーリB・ダウニングF・リンR・ジャクソンD・ベイラー | 先発投手                   | 先発投手                   | 先発投手                   | 投球                       | P・ブコビッチT・シモンズC・クーパーJ・ガントナーP・モリターR・ヨーントB・オグリビーG・トーマスC・ムーアD・マネー |
| B・キーソン                | B・キーソン                | B・キーソン                | 右                         | B・キーソンB・ブーンR・カルーB・グリッチD・デシンセイT・フォーリB・ダウニングF・リンR・ジャクソンD・ベイラー | P・ブコビッチ              | P・ブコビッチ              | P・ブコビッチ              | 右                         | P・ブコビッチT・シモンズC・クーパーJ・ガントナーP・モリターR・ヨーントB・オグリビーG・トーマスC・ムーアD・マネー |